# أغيا باراسكيفي (ليسفوس)
أييا باراسكيفي (Αγία Παρασκευή) هي مدينة في ليسفوس في اليونان.
يبلغ عدد سكانها حوالي 2039 نسمة.